# BlinQ
BlinQ was een televisieprogramma van de Evangelische Omroep dat werd uitgezonden van 30 augustus 2004 t/m 16 juni 2006 van ongeveer 16.45 uur tot ongeveer 17.15 uur.
Het programma was voor kinderen van ongeveer 9 tot en met 12 jaar. Het motto van BlinQ was: "Alles wat kinderen leuk vinden vindt BlinQ ook leuk". Elke schooldag was het te bekijken op Z@pp op Nederland 3.
Het was een programma vol afwisseling met onder andere: 
- TalQ: Er komt iemand op bezoek die iets heeft te vertellen over zichzelf. Bijvoorbeeld een zangeres die dan gaat zingen
- Mission-Q: Een groep kinderen die missie moeten voltooien door allerlei dingen te doen.
- Ben van blinQ: Ben Ketting die kinderen helpt met wat ze heel graag willen, bijvoorbeeld iets in de saaie tuin of een drumstel, en hij maakt daar een liedje over.
- Q&A-lab: een laboratorium waar elke keer andere kinderen dingen uitzoeken, bijvoorbeeld een tweeling die zoekt hoe het komt dat ze zo heel erg op elkaar lijken, en dat verklaren.
- Love Match: Een juf of meester wordt gekoppeld aan een leuke vriend of vriendin.
- GeblinQd: Een juf of meester wordt in de maling genomen.
- BlinQ-Lite: Onderdeel met de verborgen camera, gepresenteerd door Bowy van de Veerdonk en Jeroen Wolfs.

BlinQ werd gepresenteerd door vier presentatoren: Rebecca Bijker, Margje Fikse, Manuel Venderbos en Herman Wegter. Zij presenteerden het programma om de beurt in tweetallen.
Na de stop van het programma, ging het onderdeel LoveMatch nog enkele jaren als zelfstandig programma door. Dit werd tot voorjaar 2007 gepresenteerd door Herman Wegter en Rebecca Bijker, daarna nam Hannah Groen het stokje van laatstgenoemde over. Net als BlinQ werd LoveMatch uitgezonden op Z@pp.